# 大八木友之
大八木 友之（おおやぎ ともゆき、1974年10月2日 - ）は、毎日放送（MBS）の東京支社に駐在する報道情報局所属の解説委員で、MBSの元・アナウンサーおよび報道記者。記者時代の2017年10月から2021年3月までは、MBSが運営するJNNパリ支局の支局長を務めていた。兵庫県 斎藤知事への囲み取材で全国に名前が知れ渡る（後述）。

## 来歴
京都府京都市右京区太秦出身。高槻中学校・高等学校、関西学院大学卒業後、1997年に毎日放送入社。新聞記者や報道記者を目指していたため、就職活動では一般職で毎日放送を受験したが、「声がいい」という理由から アナウンサー枠で採用され MBSに入社することになった。
同期入社のアナウンサーは、近藤亨（現役のスポーツアナウンサー）、中村香奈（別の部署へ異動後に退社）、北澤咲弥花（現在は医師）。『あどりぶランド』でテレビ番組へのデビューを果たすと、入社2年目の1998年から、およそ10年にわたってMBSラジオの競馬中継で実況を担当した。
2024年兵庫県斎藤元彦知事への囲み取材において極限にまで顔を近づけ取材を行った事で、メディアスクラム記者によるハラスメント取材の典型の人物として日本全国に名前が知れ渡る。

## アナウンサー時代のエピソード
- ディープインパクトが3冠馬になったとき、勝利ジョッキーの武豊騎手にインタビューしたことがある。
- 数々のG1実況を担当。国外競馬（イギリス・ドバイ）も担当した。
- アナウンサーとしてニュースから名バラエティー、実況などさまざまなジャンルを担当した。
- ハードロック、ヘヴィメタル好きで、『大人のわがまま』を担当したときに、ヘヴィメタル特集を行った。
- 2007年度・2008年度アノンシスト賞（ラジオナレーション部門テレビナレーション部門）を受賞。

## ニュースキャスターとしての活動
MBSテレビ平日夕方の関西ローカルワイドニュース『VOICE』には、アナウンサー時代の2005年10月から、2014年4月4日まで出演していた。2006年3月までは木曜日でフィールドキャスターを務めていたが、同年4月から木・金曜日のメインキャスターに昇格。入社前から報道記者を志していたこともあって、2009年4月1日の人事異動でアナウンサー室から報道局ニュースセンターに異動したことを機に、全曜日のメインキャスターを担当した。異動後は、記者として企画・取材・編集のほか、元アナウンサーとして特集などのナレーションも担当。『VOICE』で取材・放送した特集やドキュメンタリーをJNN経由で全国に紹介するために、TBSテレビ制作・全国ネットの報道番組（『NEWS23X』や『報道特集』など）に出演することもあった。

## 報道記者としての活動
『VOICE』メインキャスターの降板後は、報道局（部局名は当時）の記者として取材活動へ専念。一時は、大阪府政キャップを務めていた。その一方で、『ちちんぷいぷい』で2017年9月まで放送されていた「石田ジャーナル」（石田英司が解説役を務めた報道局制作の特集コーナー）では、オープニングコールに大八木の声を使用。放送日によっては、「記者　大八木友之」という肩書で、「石田ジャーナル」の取材VTRに登場することもあった。
毎日放送が自社で「JNNパリ支局」を開設した2017年10月からは、初代の支局長としてパリに赴任。TBSテレビが制作するJNN全国ネット番組向けの取材活動に加えて、毎日放送制作の番組（『ちちんぷいぷい』など）にも、ヨーロッパ各地から生中継（またはVTR）で取材リポートを随時送っていた。
2021年4月に本社へ帰任後は、報道情報局のニュースセンターでデスクと統括編集長を兼務。2023年7月1日からは、国政担当の解説委員として東京支社の報道部に赴任している。毎日放送のアナウンサーが記者職への異動を経て解説委員へ就任する事例は、アナウンサー時代からの先輩で前任者（東京支社報道部長兼解説委員）の三澤肇（同日付でMBSメディアホールディングスへ総務部長として出向）に次ぐものである。
東京支社へ赴任中の2024年3月25日には、自由民主党内5派閥での政治資金パーティー収入の裏金問題をめぐる二階俊博（当時は毎日放送の放送対象地域内である和歌山県第3区選出・同党所属の衆議院議員）の記者会見に出席。現役の国会議員で当時最高齢（85歳）だった二階が任期満了後の衆議院議員選挙への不出馬を表明したことについて、「（出馬に）年齢制限は無いですが、『お歳（年齢）を考えて（不出馬を決めた）』ということですか?」と質問したところ、それまで他の記者からの質問に小声で答えていた本人から「お前もその歳が来るんだよ。馬鹿野郎」と大声で罵倒された。この一連のやり取りは他のメディアでも大きく取り上げられていたが、後に、「記者会見場では、二階の罵声が自分の耳に届いていなかった」と告白。会見が打ち切られそうなタイミングで二階からの指名によって自身に質問の機会が巡ってきたことや、自分が本人に投げ掛けたかった質問がその時点で出尽くしていたことから、「二階が国会議員からの勇退を決断するうえで、『85歳』という年齢も一つの要素になっていたのではないか」という趣旨で年齢に関する質問を発したことも明かしている。

## 過去の出演番組

### テレビ
- あどりぶランド
- エムぞう参上!
- うきうき晴レルヤ!
- ココリコ海上火災（ナレーション）
- たかじんONE MAN（不定期出演、一部企画のナレーション）
- せやねん!（一部企画のナレーション）
- ロケみつ〜ロケ×ロケ×ロケ〜（一部企画のナレーション、2008年11月20日-）
- 痛快!明石家電視台2008年正月SP（早押し問題など、一部クイズの出題ナレーション）
- MBSニュース（不定期） ほか

以上の番組には、アナウンサー時代に出演。
- JNNニュース
- 報道特集
- NEWS23

以上はいずれも、TBSがJNN全国ネット向けに制作する報道番組で、JNNパリ支局赴任前の記者時代から支局長時代にかけて随時出演。
- VOICE（前述）
  - 先輩アナウンサーの高井美紀と共にメインキャスターを担当。JNNパリ支局へ赴任中の2021年3月7日に放送された『MBSマンスリーリポート』（高井が当時キャスターを務めていた毎日放送の自己批評番組）では、パリ支局での取材活動を紹介する特集企画の一環として、高井とのオンラインインタビュー（2月25日に収録）が組み込まれた。
- ちちんぷいぷい
  - アナウンサー時代には中継リポーターやVTRコーナーのナレーター、記者時代には「石田ジャーナル」のオープニングナレーター、JNNパリ支局長時代にはヨーロッパ各地からの取材リポートを担当していた。
- ミント!（JNNパリ支局長時代にヨーロッパ各地からの取材リポートを担当）

### ラジオ
- すみまで
- はやおきサンデーMBS
- お茶しましょ（火曜日パートナー）
- 特集1179
- サンデー競馬中継 みんなの競馬（実況）

2009年3月29日の高松宮記念中継まで担当。
- ラジオ関西 パーフェクト競馬!（ラジオ関西で放送。MBSは制作委託のみ。実況アナウンス）
- MBSタイガースナイター（オープニングナレーションのみ、野球中継の実況は担当しなかった）
- MBSニュース（不定期） ほか

以上の番組にはいずれも、アナウンサー時代に出演。
- 荻上チキ・Session（TBSラジオ、2024年4月10日）
  - 毎日放送東京支社報道部の解説委員として臨んだ二階俊博の記者会見でのやり取り（詳細前述）を背景に、「MBS毎日放送・東京報道部記者」という肩書で「Front Line Session」（19時台のコーナー）にゲスト出演。出演に際しては、「(二階から）『バカヤロウ』と言われた地元記者」というテーマが組まれていた[7]。